# Austrotoma aguayoi
Austrotoma aguayoi é uma espécie de gastrópode do gênero Austrotoma, pertencente a família Conoidea [não atribuído].